# اووه ران
اووه ران (به آلمانی: Uwe Rahn) بازیکن فوتبال و مهاجم اهل آلمان است که از سال ۱۹۸۴ میلادی عضو تیم ملی فوتبال آلمان بوده‌است. وی در ۱۴ بازی ملی حضور داشته است و آخرین بازی ملی خود را در سال ۱۹۸۷ میلادی انجام داد. اووه ران در بازی‌های ملی‌اش ۵ گل به ثمر رساند.